# سی‌تی آفتاب‌پرست

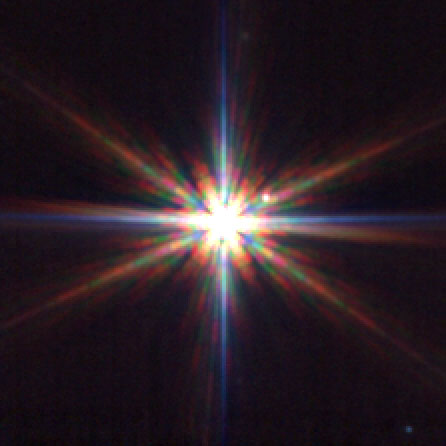
نمایی از «سی‌تی آفتاب‌پرست» و همراه آن (شیء کم‌نور در راست بالا نزدیک ستاره)

سی‌تی آفتاب‌پرست یک ستاره است که در صورت فلکی آفتاب‌پرست قرار دارد.